# Heiden (Zwitserland)

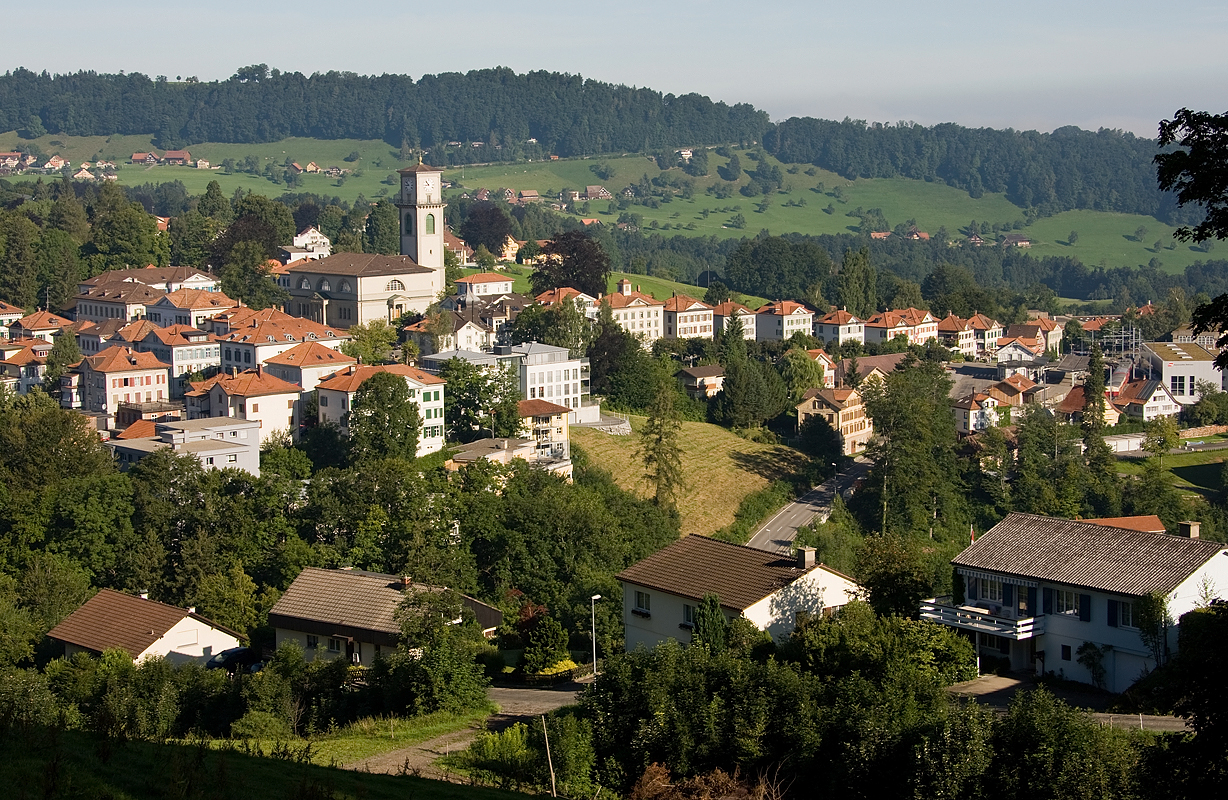
Het dorp Heiden

Heiden is een gemeente en plaats in het Zwitserse kanton Appenzell Ausserrhoden.
Heiden telt 4.031 inwoners.

## Geboren
- John Kruesi (1843-1899), Amerikaans uitvinder
- Hans Konrad Sonderegger (1891-1944), politicus
- Ivo Bischofberger (1958-), rechter en politicus
- Davide Chiumiento (1984), voetballer

## Overleden
- Henri Dunant (1828-1910), oprichter van het Rode Kruis en winnaar Nobelprijs voor de Vrede in 1901
- Emma Altherr-Simond (1838-1925), onderneemster en hotelierster

Bühler · Gais · Grub · Heiden · Herisau · Hundwil · Lutzenberg · Rehetobel · Reute · Schönengrund · Schwellbrunn · Speicher · Stein · Teufen · Trogen · Urnäsch · Wald · Waldstatt · Wolfhalden · Walzenhausen
- Gemeinsame Normdatei: 4096092-4
- Historisch woordenboek van Zwitserland: 001306
- Library of Congress Control Number: n90723171
- Nationale Bibliotheek van Tsjechië: ge1233534
- Nationale Bibliotheek van Israël: 987007565115405171
- Virtual International Authority File: 147255646